# Филарет (Коньков)
Епи́скоп Филаре́т (в миру Вячесла́в Ви́кторович Конько́в; 6 декабря 1963, посёлок Домбаровский, Домбаровский район, Оренбургская область) — епископ Русской православной церкви, епископ Барышский и Инзенский.

## Биография
Родился 6 декабря 1963 года в посёлке Домбаровский Оренбургской области в рабочей семье. Крещён в младенчестве.
В 1971—1981 годы обучался в средней школе села Артюшкино Сенгилеевского района Ульяновской области. В 1982—1984 годы проходил срочную службу в рядах Советской армии.
В 1985—1991 годы обучался в Московском инженерно-физическом институте на факультете кибернетики, получил квалификацию инженер-системотехник по специальности «Вычислительные машины, комплексы и сети».
В 1991—1996 годы работал инженером в Институте физики высоких давлений РАН в городе Троицке Московской области.
Весной 1996 года поступил послушником в Екатерининский мужской монастырь города Видное Московской области. 30 ноября 1996 года наместником Екатерининской обители игуменом Тихоном (Недосекиным) пострижен в монашество с именем Филарет в честь святителя Филарета, митрополита Московского и Коломенского.
7 декабря 1996 года епископом Можайским Григорием рукоположен во иеродиакона.
В 1998 года переведён в Симбирскую епархию и определён в штат Жадовского мужского монастыря посёлка Самородки Барышского района Ульяновской области.
22 марта 1998 года архиепископом Симбирским и Мелекесским Проклом рукоположен во иеромонаха.
20 октября 2000 года назначен наместником Свято-Богородице-Казанского Жадовского мужского монастыря.
В 2004 года заочно окончил Саратовскую духовную семинарию.
В январе 2009 года являлся участником Поместного Собора Русской Православной Церкви в составе делегации от Симбирской епархии.
24 марта 2009 года назначен благочинным IV округа Симбирской епархии.

### Архиерейство
26 июля 2012 года решением Священного Синода от избран епископом Барышским и Инзенским.
12 августа 2012 года в Воскресенско-Германовском соборе Ульяновска митрополитом Симбирским и Новоспасским Проклом (Хазовым) возведён в сан архимандрита.
31 августа 2012 года в храме Всех святых, в земле Российской просиявших, Патриаршей резиденции в Даниловом монастыре в Москве наречён во епископа.
28 октября 2012 года в Никольском соборном храме Свято-Никольского Черноостровского монастыря в Малоярославце хиротонисан во епископа Барышского и Инзенского. Хиротонию совершали: Патриарх Московский и всея Руси Кирилл, митрополит Калужский и Боровский Климент (Капалин), митрополит Симбирский и Новоспасский Прокл (Хазов), епископ Солнечногорский Сергий (Чашин), епископ Людиновский Никита (Ананьев).
Решением Священного Синода Русской православной церкви от 25-26 декабря 2012 утверждён в должности настоятеля (священноархимандрита) Богородице-Казанского Жадовского мужского монастыря поселка Самородки Ульяновской области.